# Copa del Rey de balonmano 1979
La Copa del Rey de balonmano 1979 fue la edición IV del campeonato estatal de la Copa del Rey y se celebró por el sistema de eliminatorias a doble partido, excepto la final que se jugó a partido único en La Coruña (Galicia)   el 23 de junio de 1979. En un principio  el Pabellón Polideportivo de Cuenca era el escenario designado, pero la inundación del Pabellón conquense y las dificultades insalvables de dejarlo en condiciones fueron las causas para que la Federación Española de
Balonmano tuviese que cambiar la instalación. 
Tienen derecho a jugarla los ocho primeros equipos clasificados del Campeonato de España de División de Honor 1978-79. 
Los equipo clasificados fueron: CB Calpisa, Atlético Madrid, ACD Michelin Valladolid, San Antonio Reynolds, BM Granollers, Grupo de Cultura Covadonga, Marcol Lanas Aragón y el F. C. Barcelona.
El ganador de esta edición fue el Atlético Madrid, imponiéndose al CB Calpisa.

## Rondas finales
|  | Octavos de final        | Octavos de final    | Octavos de final |    |  | Cuartos de final           | Cuartos de final           | Cuartos de final           |  |  | Semifinales                  | Semifinales                  | Semifinales                  |  |  | Final       | Final       | Final       |
|  |                         |                     |                  |    |  | 26 y 27 mayo - 2 y 3 junio | 26 y 27 mayo - 2 y 3 junio | 26 y 27 mayo - 2 y 3 junio |  |  | 9 y 10 junio - 16 y 17 junio | 9 y 10 junio - 16 y 17 junio | 9 y 10 junio - 16 y 17 junio |  |  | 23 de junio | 23 de junio | 23 de junio |
|  |                         |                     |                  |    |  |                            |                            |                            |  |  |                              |                              |                              |  |  |             |             |             |
|  |                         |                     |                  |    |  |                            |                            |                            |  |  |                              |                              |                              |  |  |             |             |             |
|  |                         |                     |                  |    |  |                            |                            |                            |  |  |                              |                              |                              |  |  |             |             |             |
|  |                         |                     |                  |    |  |                            |                            |                            |  |  |                              |                              |                              |  |  |             |             |             |
|  |                         |                     |                  |    |  |                            |                            |                            |  |  |                              |                              |                              |  |  |             |             |             |
|  |                         |                     |                  |    |  |                            |                            |                            |  |  |                              |                              |                              |  |  |             |             |             |
|  | ACD Michelin Valladolid | 34                  | 20               |    |  |                            |                            |                            |  |  |                              |                              |                              |  |  |             |             |             |
|  | ACD Michelin Valladolid | 34                  | 20               |    |  |                            |                            |                            |  |  |                              |                              |                              |  |  |             |             |             |
|  |                         | S. Antonio Reynolds | 25               | 19 |  |                            |                            |                            |  |  |                              |                              |                              |  |  |             |             |             |
|  |                         | S. Antonio Reynolds | 25               | 19 |  |                            |                            |                            |  |  |                              |                              |                              |  |  |             |             |             |
|  |                         |                     |                  |    |  |                            |                            |                            |  |  |                              |                              |                              |  |  |             |             |             |
|  |                         |                     |                  |    |  |                            |                            |                            |  |  |                              |                              |                              |  |  |             |             |             |
|  | ACD Michelin Valladolid | 23                  | 16               |    |  |                            |                            |                            |  |  |                              |                              |                              |  |  |             |             |             |
|  | ACD Michelin Valladolid | 23                  | 16               |    |  |                            |                            |                            |  |  |                              |                              |                              |  |  |             |             |             |
|  |                         | CB Calpisa          | 23               | 37 |  |                            |                            |                            |  |  |                              |                              |                              |  |  |             |             |             |
|  |                         | CB Calpisa          | 23               | 37 |  |                            |                            |                            |  |  |                              |                              |                              |  |  |             |             |             |
|  |                         |                     |                  |    |  |                            |                            |                            |  |  |                              |                              |                              |  |  |             |             |             |
|  |                         |                     |                  |    |  |                            |                            |                            |  |  |                              |                              |                              |  |  |             |             |             |
|  | CB Calpisa              | 21                  | 25               |    |  |                            |                            |                            |  |  |                              |                              |                              |  |  |             |             |             |
|  | CB Calpisa              | 21                  | 25               |    |  |                            |                            |                            |  |  |                              |                              |                              |  |  |             |             |             |
|  |                         | Grupo C. Covadonga  | 10               | 18 |  |                            |                            |                            |  |  |                              |                              |                              |  |  |             |             |             |
|  |                         | Grupo C. Covadonga  | 10               | 18 |  |                            |                            |                            |  |  |                              |                              |                              |  |  |             |             |             |
|  |                         |                     |                  |    |  |                            |                            |                            |  |  |                              |                              |                              |  |  |             |             |             |
|  |                         |                     |                  |    |  |                            |                            |                            |  |  |                              |                              |                              |  |  |             |             |             |
|  | CB Calpisa              | 22                  |                  |    |  |                            |                            |                            |  |  |                              |                              |                              |  |  |             |             |             |
|  | CB Calpisa              | 22                  |                  |    |  |                            |                            |                            |  |  |                              |                              |                              |  |  |             |             |             |
|  |                         | Atlético Madrid     | 26               |    |  |                            |                            |                            |  |  |                              |                              |                              |  |  |             |             |             |
|  |                         | Atlético Madrid     | 26               |    |  |                            |                            |                            |  |  |                              |                              |                              |  |  |             |             |             |
|  |                         |                     |                  |    |  |                            |                            |                            |  |  |                              |                              |                              |  |  |             |             |             |
|  |                         |                     |                  |    |  |                            |                            |                            |  |  |                              |                              |                              |  |  |             |             |             |
|  | Atlético Madrid         | 22                  | 15               |    |  |                            |                            |                            |  |  |                              |                              |                              |  |  |             |             |             |
|  | Atlético Madrid         | 22                  | 15               |    |  |                            |                            |                            |  |  |                              |                              |                              |  |  |             |             |             |
|  |                         | BM Granollers       | 18               | 18 |  |                            |                            |                            |  |  |                              |                              |                              |  |  |             |             |             |
|  |                         | BM Granollers       | 18               | 18 |  |                            |                            |                            |  |  |                              |                              |                              |  |  |             |             |             |
|  |                         |                     |                  |    |  |                            |                            |                            |  |  |                              |                              |                              |  |  |             |             |             |
|  |                         |                     |                  |    |  |                            |                            |                            |  |  |                              |                              |                              |  |  |             |             |             |
|  | Atlético Madrid         | 29                  | 25               |    |  |                            |                            |                            |  |  |                              |                              |                              |  |  |             |             |             |
|  | Atlético Madrid         | 29                  | 25               |    |  |                            |                            |                            |  |  |                              |                              |                              |  |  |             |             |             |
|  |                         | FC Barcelona        | 22               | 29 |  |                            |                            |                            |  |  |                              |                              |                              |  |  |             |             |             |
|  |                         | FC Barcelona        | 22               | 29 |  |                            |                            |                            |  |  |                              |                              |                              |  |  |             |             |             |
|  |                         |                     |                  |    |  |                            |                            |                            |  |  |                              |                              |                              |  |  |             |             |             |
|  |                         |                     |                  |    |  |                            |                            |                            |  |  |                              |                              |                              |  |  |             |             |             |
|  | Marcol Lanas Aragón     | 27                  | 28               |    |  |                            |                            |                            |  |  |                              |                              |                              |  |  |             |             |             |
|  | Marcol Lanas Aragón     | 27                  | 28               |    |  |                            |                            |                            |  |  |                              |                              |                              |  |  |             |             |             |
|  |                         | FC Barcelona        | 25               | 34 |  |                            |                            |                            |  |  |                              |                              |                              |  |  |             |             |             |
|  |                         | FC Barcelona        | 25               | 34 |  |                            |                            |                            |  |  |                              |                              |                              |  |  |             |             |             |
|  |                         |                     |                  |    |  |                            |                            |                            |  |  |                              |                              |                              |  |  |             |             |             |
|  |                         |                     |                  |    |  |                            |                            |                            |  |  |                              |                              |                              |  |  |             |             |             |

### Cuartos de final

#### CD Michelin - San Antonio Reynolds
| 27 de mayo de 1979 | ACD Michelin Valladolid | 34:25 (18:12) | San Antonio Reynolds | Polideportivo Huerta del Rey, Valladolid         |                                                  |
|                    | Martín 13               |               | Muro 8               | Árbitro(s): De la Fuente (España) Pinna (España) | Árbitro(s): De la Fuente (España) Pinna (España) |

| 3 de junio de 1979 | San Antonio Reynolds | 19:20 (7:11) | ACD Michelin Valladolid | Gimnasio Ruiz de Alda, Pamplona           |                                           |
|                    | Eslava 6             |              | Malino 6                | Árbitro(s): García (España) Lago (España) | Árbitro(s): García (España) Lago (España) |

#### CB Calpisa - Grupo de Cultura Covadonga
| 26 de mayo de 1979 | CB Calpisa | 21:10 (8:4) | G. C. Covadonga | Pabellón de Deportes, Alicante                |                                               |
|                    | Albisu 8   |             | Castro 5        | Árbitro(s): Jiménez (España) Berridi (España) | Árbitro(s): Jiménez (España) Berridi (España) |

| 2 de junio de 1979 | G. C. Covadonga  | 18:25 (10:11) | CB Calpisa | Pabellón Grupo Covadonga, Gijón             |                                             |
|                    | Suso y Mendoza 4 |               | Gómez 8    | Árbitro(s): Arrabal (España) Amigo (España) | Árbitro(s): Arrabal (España) Amigo (España) |

#### Atlético Madrid - BM Granollers
| 27 de mayo de 1979 | Atlético de Madrid | 22:18 (10:10) | BM Granollers | Polideportivo Magariños, Madrid                                           |                                                                           |
|                    | Manrique 9         |               | Ariño 7       | Asistencia: 3.000 espectadores Árbitro(s): Alvarez (España) Puig (España) | Asistencia: 3.000 espectadores Árbitro(s): Alvarez (España) Puig (España) |

| 3 de junio de 1979 | BM Granollers | 18:15 (9:5) | Atlético de Madrid | Pabellón Municipal, Granollers                 |                                                |
|                    | Serrano 6     |             | Manrique 6         | Árbitro(s): Franco (España) Rodríguez (España) | Árbitro(s): Franco (España) Rodríguez (España) |

#### Marcol Lanas Aragón - FC Barcelona
| 27 de mayo de 1979 | Marcol Lanas Aragón | 27:25 (12:10) | F. C. Barcelona | Pabellón Marcol, Valencia                    |                                              |
|                    | Claver 5            |               | Millán 9        | Árbitro(s): Costas (España) Collazo (España) | Árbitro(s): Costas (España) Collazo (España) |

| 3 de junio de 1979 | F. C. Barcelona | 34:28 (19:14) | Marcol Lanas Aragón | Palau Blaugrana, Barcelona                   |                                              |
|                    | Castellví 10    |               | Nomdedeu 6          | Árbitro(s): Grumaches (España) León (España) | Árbitro(s): Grumaches (España) León (España) |

### Semifinal

#### CD Michelin - CB Calpisa
| 9 de junio de 1979 | ACD Michelin Valladolid | 23:23 (11:11) | CB Calpisa           | Polideportivo Huerta del Rey, valladolid       |                                                |
|                    | Martín y Nemesio 8      |               | Cascallana y Novoa 5 | Árbitro(s): Codinach (España) Herrera (España) | Árbitro(s): Codinach (España) Herrera (España) |

| 16 de junio de 1979 | CB Calpisa | 37:16 (20:8) | ACD Michelin Valladolid | Pabellón de Deportes, Alicante              |                                             |
|                     | Uría 8     |              | Prat 4                  | Árbitro(s): Serrano (España) Urbán (España) | Árbitro(s): Serrano (España) Urbán (España) |

#### Atlético Madrid - FC Barcelona
| 10 de junio de 1979 | Atlético de Madrid | 29:22 (11:8) | F. C. Barcelona | Polideportivo Magariños, Madrid                                                 |                                                                                 |
|                     | Juanón 8           |              | Castellví 9     | Asistencia: 3.000 espectadores Árbitro(s): Martín Grande (España) Poza (España) | Asistencia: 3.000 espectadores Árbitro(s): Martín Grande (España) Poza (España) |

| 17 de junio de 1979 | F. C. Barcelona | 29:25 (11:11) | Atlético de Madrid | Palau Balugrana, Barcelona               |                                          |
|                     | Sagaribay 9     |               | Cecilio 6          | Árbitro(s): López (España) Sola (España) | Árbitro(s): López (España) Sola (España) |

### Final - La Coruña

#### CB Calpisa - Atlético Madrid[1]
| 23 de junio de 1979 | CB Calpisa   | 22:26 (13:13) | Atlético de Madrid | Polideportivo de Riazor, La Coruña                                          |                                                                             |
|                     | Cascallana 6 |               | Manrique 10        | Asistencia: 2.500 espectadores Árbitro(s): Costas (España) Collazo (España) | Asistencia: 2.500 espectadores Árbitro(s): Costas (España) Collazo (España) |

| Comunidad de Madrid                   |
| Campeón Atlético de Madrid 6.º título |